# Iza, Now!
Iza, Now! (いざッ、Now!?) es el cuarto álbum de estudio de la boy band japonesa Arashi que fue lanzado el 21 de julio de 2004 bajó la discográfica J Storm.

## Información del álbum
El álbum fue lanzado en dos ediciones una edición regular y una edición limitada. Aunque las dos ediciones contengan las mismas pistas, sólo la edición limitada contiene un folleto y un DVD que contiene cinco videos musicales escogidos por sus fanes. El álbum contiene los sencillos "Hadashi no Mirai/Kotoba yori Taisetsu na Mono" y "Pikanchi Double". "Kotoba yori Taisetsu na Mono" es la canción utilizada para el drama japonés Stand Up!! protagonizada por Kazunari Ninomiya mientras que "Pikanchi Double" es la canción para la película Pikanchi: Life is Hard Dakara Happy, secuela de Pikanchi: Life is Hard Dakedo Happy.

## Lista de pistas

### CD 1
| CD 1 |                                |                           |                                                   |          |  |
| N.º  | Título                         | Letras                    | Música                                            | Duración |  |
| 1.   | «Kotoba Yori Taisetsu na Mono» | Takeshi, Shō Sakurai      | Ida Takehiko (飯田建彦?)                          | 4:02     |  |
| 2.   | «Jam»                          | Yōji Kubota (久保田洋司?) | Tobias Lindell, Joel Eriksson, Victor Wiszniewski | 4:12     |  |
| 3.   | «The Bubble»                   | Spin, Sakurai             | Peter Bjorklund, Joel Eriksson                    | 3:53     |  |
| 4.   | «Thank You for My Days»        | Takeshi                   | Masayuki Iwata (岩田雅之?)                        | 4:55     |  |
| 5.   | «Pikanchi Double»              | Spin, Sakurai             | Kosuke Morimoto (森元康介?)                       | 5:07     |  |
| 6.   | «Keep a Peak»                  |                           | Taku Yoshioka (吉岡たく?)                         | 1:51     |  |
| 7.   | «Eyes with Delight»            | Kubota, Sakurai           | Minoru Komorita (コモリタミノル?)                 | 4:29     |  |
| 8.   | «Right Back to You»            | Spin, Sakurai             | Peter Bjorklund, Joel Eriksson                    | 3:53     |  |
| 9.   | «Rainbow»                      | Kubota                    | Komorita                                          | 3:35     |  |
| 10.  | «Hadashi no Mirai»             | Ayumi Miyazaki (宮﨑 歩?) | Miyazaki                                          | 4:41     |  |
| 11.  | «Yasashikutte Sukoshi Baka»    | Takeshi Inoue (井上貴志?) | Inoue                                             | 3:43     |  |
| 12.  | «Dear My Friend»               | Takashi Ogawa (小川貴史?) | Junjiro Seki (関淳二郎?)                          | 4:54     |  |
| 13.  | «Kimi Dake wo Omotteru»        | Kubota                    | Kōji Makaino (馬飼野康二?)                        | 4:48     |  |
| 14.  | «Chekku no Muffler»            | Takeshi                   | Morimoto                                          | 5:19     |  |
| 15.  | «Tochuu Gesha»                 | Spin                      | Morimoto                                          | 4:16     |  |

### CD 2: DVD
| CD 2: DVD |                               |          |  |
| N.º       | Título                        | Duración |  |
| 1.        | «Arashi»                      |          |  |
| 2.        | «A Day in Our Life»           |          |  |
| 3.        | «Kimi no Tame ni Boku ga Iru» |          |  |
| 4.        | «Typhoon Generation»          |          |  |
| 5.        | «Tomadoi Nagara»              |          |  |